# Waftability
Waftability ist eine Wortmarke von Rolls-Royce. Es soll das Gefühl der unangestrengten Bewegung beschreiben, die für Rolls-Royce typisch sei und ihn einzigartig mache.
Waftability ist als Warenzeichen für die Kategorien Maschinen und Fahrzeuge angemeldet. Die Rechte dazu liegen seit 2003 bei BMW.

## Geschichte
Die erste Verwendung der Wortmarke ist für das Jahr 1906 nachgewiesen. Ein Autotester der englischen Zeitung The Autocar schrieb 1906 über den Rolls-Royce 40/50 hp (später als Silver Ghost bekannt). Sein Kommentar war damals: “A short definition of waftability is power ‘without apparent effort’.”
Wie die Pressetexte von Rolls-Royce erläutern, wurde diese erste Erwähnung eines Motorsportjournalisten schnell zu einem Begriff, den die Ingenieure bei Rolls-Royce übernommen haben, um die Einzigartigkeit dieser Fahrzeuge in einem Wort ausdrücken zu können.

## Bedeutung
Weiter wird in der Produktbroschüre des Phantom dieser Begriff wie folgt ausgeführt: „Mehr als irgendetwas sonst definiert Waftability den Charakter der Kraftentfaltung des Phantoms, die Betonung der stetigen Verfügbarkeit eines immensen Durchzugs, und eine sanfte, mühelose Art der Kraftentfaltung bei nahezu jeder denkbaren Geschwindigkeit“ (im Original: “More than anything, waftability defines the character of the Phantom’s performance, emphasising the availability of tremendous reserves of torque at low engine speeds, and smooth, effortless power delivery at virtually any speed.”)
In einem Interview mit dem Independent beschrieb Tom Purves, der Chef von Rolls-Royce Motor Cars, die Essenz der Marke so: „Waftability bedeutet ruhige Perfektion, endlose Kraft, ansatzloses und geschmeidiges Beschleunigen. Es beschreibt die Sorte von Auto, in der du 12 Stunden fährst und anschließend noch weitere 12 Stunden fahren möchtest, aber das hat auch genauso viel mit Ankommen und Losfahren zu tun wie mit der Reise selbst.“
Der Spiegel stellt diese Wortschöpfung an den Anfang seines Artikels über den elektrisch angetriebenen Rolls-Royce 102 EX, Zitat: „Wenn man fragt, was einen echten Rolls-Royce ausmache, hört man am Stammsitz der Marke in Goodwood nur ein Wort: Waftability.“
Der Begriff wird in der Presse auch als intimes Wissen der „Kenner“ der Fahrzeugmarke angeführt. Damit wird dem Begriff ein Status zugeschrieben, der die „Insider“ mit diesem Wissen von den Normalbürgern unterscheidet und abgrenzt.

## Interpretation
Dieser Begriff zeigt eine gewisse aristokratische Distinktion und bietet dem Kunden eines solchen Fahrzeuges allein durch die Kenntnis dieses Begriffes eine gewisse Exklusivität, die ihn von den Uneingeweihten unterscheidet. Man könnte die ursprünglich ebenso fast arrogante Antwort auf die Frage nach den Leistungsdaten („ausreichende Motorleistung“) in Bezug auf den Begriff der Waftability so erweitern: „Die Leistung der Rolls-Royce-Motoren ist bei jeder denkbaren Geschwindigkeit ausreichend, um die nötige Waftability zu gewährleisten“.

## Umsetzung
Rolls-Royce bezieht den Begriff in der Beschreibung seiner Fahrzeuge nicht nur auf die angeführten Fahreigenschaften, mit der die Briten den Zustand der leichtfüßigen Eiligkeit beschreiben. Auch ein Detail wie die mechanisch synchronisierten Felgendeckel, die stets stillstehen und nicht mit den Rädern mitdrehen, sollen die „Ruhe“ der Bewegung, die Waftability, aus Sicht von Rolls-Royce sichtbar machen.
Weiter wird dieser Begriff in der Designbeschreibung als zentral angeführt. Die untere Linie der Karosserie, die eine leicht aufwärts gekrümmte gleichmäßige Biegung aufweist, wird als waftability line bezeichnet. Die weiche Krümmung soll der weichen Kraftentfaltung entsprechen und ähnelt nach Aussage von Rolls-Royce den Linien einer Yacht.